# Симпсонова пустиња
Симпсонова пустиња се налази у Аустралији на простору Северне територије и делом у државама Квинсленд и Јужна Аустралија. Простире се измешу планине Адам на северу, језера Ејр на југу, Великог артешког басена на истоку и реке Хамилтон на западу. Захвата површину од 176.500 km². Први истраживач који је прошао кроз пустињу био је Чарлс Стерт, 1845. године, описавши је притом као „паралелне дине налик линијама на песку које једна другу следе попут таласа“. Године 1939. истраживач Сесил Медиган је назвао пустињу према Алфреду Симпсону, председнику јужноаустралијског огранка Краљевског географског друштва. Абориџини је називају — „Арунта“. Према типу Симсонова пустиња је мешовита. На северу је каменита, у средишту песковита, на југоистоку шљунковита и уз обале Ејровог језера глиновита. У средишњем делу се налазе најдуже паралелне дине на свету правца север-југ, међусобно повезане вегетацијом и висине од три до 30 метара. Највиша од свих је „Напанерика“ (Велика црвена дина) висине чак 40 метара. Глиновити део настао је таложењем честица које су акумулирале реке. Кад је вода испарила остале су површи од глине. Ово је уједно и најариднији предео у Аустралији.